# Регу, Дженезиу
Дженезиу Эвальдо де Мораиш Регу (порт. Genésio Euvaldo de Morais Rego; 9 января 1886, Коруата, Мараньян — 8 декабря 1973, Сан-Луис, Мараньян) — бразильский врач и политик; сенатор в Эру Варгаса, в 1935—1937 годах.

## Биография
Дженезиу (Женезио) Регу родился 9 января 1886 года в муниципалитете Коруата в штате Мараньян; затем семья переехала в Педрейрас. В 1911 году он окончил медицинский факультет столичного университета Рио-де-Жанейро. Вернулся в Педрейрас, где начал заниматься медицинской практикой — специализировался на акушерстве. Стал депутатом и председателем законодательного собрания штата Мараньян — возглавлял партию «União Republicana Maranhense» (URM), которая позднее присоединилась к региональному отделению Республиканской партии (PR).
Регу одержал победу на выборах в сенат Бразилии, проходивших в 1934 году по новой (третьей) конституции: стал одним из двух сенатором от северо-восточного штата Мараньян. Будучи избранным на восьмилетний срок в 37-й созыв бразильского сената, занимал свой пост неполные три года, с 1935 по 1937 год — поскольку в ноябре 1937 года президент Жетулиу Варгас организовал государственный переворот и основал централизованное государство Эстадо Ново (Estado Novo).
После падения режима Варгаса, в январе 1947 года Регу баллотировался на пост губернатора штата Мараньян от Социал-демократической партии, но потерпел поражение. Скончался в Сан-Луисе 8 декабря 1973 года. Его именем назван медицинский центр «Centro de Saúde Dr. Genésio Rego», расположенный в районе Вила-Палмейра (Vila Palmeira) в Сан-Луисе.